# Бебкок (Вісконсин)
Бебкок (англ. Babcock) — переписна місцевість (CDP) в США, в окрузі Вуд штату Вісконсин. Населення — 122 особи (2020).

## Географія
Бебкок розташований за координатами 44°18′16″ пн. ш. 90°6′28″ зх. д. / 44.30444° пн. ш. 90.10778° зх. д. (44.304401, -90.107649).  За даними Бюро перепису населення США в 2010 році переписна місцевість мала площу 8,03 км², уся площа — суходіл.

## Демографія
Згідно з переписом 2010 року, у переписній місцевості мешкало 126 осіб у 59 домогосподарствах у складі 35 родин. Густота населення становила 16 осіб/км².  Було 76 помешкань (9/км²).
Расовий склад населення:
| - 96,0 % — білих - 1,6 % — чорних або афроамериканців - 0,8 % — азіатів |

До двох чи більше рас належало 1,6 %. Частка іспаномовних становила 0,8 % від усіх жителів.
За віковим діапазоном населення розподілялося таким чином: 21,4 % — особи молодші 18 років, 56,4 % — особи у віці 18—64 років, 22,2 % — особи у віці 65 років та старші. Медіана віку мешканця становила 47,3 року. На 100 осіб жіночої статі у переписній місцевості припадало 133,3 чоловіків;  на 100 жінок у віці від 18 років та старших — 120,0 чоловіків також старших 18 років.
Середній дохід на одне домашнє господарство  становив 44 560 доларів США (медіана — 43 125), а середній дохід на одну сім'ю — 65 700 доларів (медіана — 83 125). Медіана доходів становила 63 750 доларів для чоловіків та 37 500 доларів для жінок. За межею бідності перебувало 11,8 % осіб, у тому числі 0,0 % дітей у віці до 18 років та 23,1 % осіб у віці 65 років та старших.
Цивільне працевлаштоване населення становило 33 особи. Основні галузі зайнятості: виробництво — 48,5 %, сільське господарство, лісництво, риболовля — 15,2 %, роздрібна торгівля — 12,1 %.